# 板球术语列表
板球（Cricket）是由两队各十一人进行对抗比赛的一项团队运动。板球运动拥有丰富的专业术语，一些术语在不熟悉该运动的人们看来，往往十分神秘或滑稽。
本条目是板球运动中使用的术语简表。如果某术语解释句子中的其他术语在本表中出现，它们将被引号括起。一些板球术语将在板球统计学和板球防守等里面详细介绍。
由于板球运动源于英格兰，本表以英文字母表排序。
- 全能手（All-rounder）：同時擅長擊球和投球的球員類型。
- 橫木（Bail）：三柱門頂上，卡在三根門柱間的橫條，在三柱門被外力擊中後即會掉落，以作為三柱門是否有被有效碰觸的證明。
- 擊球手（Batman）：擅長擊球而不擅投球的球員類型；也可以指在場上進行擊球的擊球員。
- 投球手（Bowler）：擅長投球但不擅擊球的球員類型；也可以指在場上進行投球的投球員。
- 失誤點（Bye）：球沒有被擊球員擊中而直接落到防守球員無法立即處理的地方，例如守門手讓球漏到身後，擊球方可依球滾動的距離被送分。
- 鴨蛋（Duck）：擊球手在一場比賽上場打擊一分未得就出局，即得分數為零鴨蛋。
- 帽子戲法（Hat-trick）：“投球手”（bowler）連續三次投出的球都取得了“三柱門”，不论这三次投球是在同一“轮”，或是分开在兩連續“輪”中，或在两连续“段”（spell）中两“轮”，甚至在两场连续的比赛中。
- 帽子戏法球（Hat-trick ball）：前两投都取得三柱门的一投。此时队长通常会设置极富攻击性的防守阵型，从而使投球手取得帽子戏法的可能性最大化。
- 粄球（Kilikiti）：薩摩亞規則的板球，球板較粗，擊球姿勢接近棒球，選手通常著南太平洋風的服飾；目前是薩摩亞的國球，在紐西蘭和吐瓦魯也很流行。
- 国王的对子（King pair或黄金对子，Golden pair）：在对抗赛或顶级赛等双局比赛中，两局都被第一个投球解决出局,而吞下两颗鸭蛋的击球手。
- 可可板球（Kwik cricket）：一种非正式的板球比赛形式，专门用来给儿童介绍板球运动。
- 缝线（Seam）：板球上的缝合线。
- 缝线投球（Seam bowling）：一种利用板球用球不平坦表面，尤其是凸起的缝线，使其弹在球道上后变向的投球方式。与“滾球式投球”（swing bowling）形成对比。
- 旋轉投球 (Spin bowling)：球速較慢，利用手腕和手指把球以東西方轉動。
- 門柱（Stump）：三柱門的主要構造，直立插入球場的泥土裡。
- 超級輪（Super Over）：從2020開始使用的延長賽制度，給予正規賽當中打成平手的兩隊決勝的機會，超級輪的比賽雙方會有6個球、3個擊球手、2個出局數、1個投球手，已經出局或投球數已滿的選手亦可出賽；這種延長賽也從2011年世界盃比賽開始運用於限50輪的單日賽，但在該種賽制尚未有實際需要使用的記錄。
- 滾球式投球（Swing bowling）: 板球是由兩個半邊縫起來，總有光滑和粗糙面，當空氣跟光滑面的流向比粗糙面快，從而令球的軌道偏移，但球本身不會從東西方旋轉。
- 对抗赛 （Test Match）：板球赛的一种形式,每场赛事通常进行四到五天,无限制投球轮数,而且可参与对抗赛的国家有资格上的限制,为最传统的板球赛形式。
- 2020（Twenty20）：板球赛的一种形式,每场比赛双方各只有一个击球局,限制投球数为20轮(即120球),过往不被认可为正规的板球赛形式,但已经被市场广大接受,风靡全球。
- 守門手（Wicketkeeper）：固定於防守時蹲或站在三柱門後方的球員類型，是唯一會戴手套防守的球員。